# 828 Lindemannia
828 Lindemannia è un asteroide della fascia principale del diametro medio di circa 53,39 km. Scoperto nel 1916, presenta un'orbita caratterizzata da un semiasse maggiore pari a 3,1884696 UA e da un'eccentricità di 0,0341826, inclinata di 1,13314° rispetto all'eclittica.
Il suo nome è in onore di Adolph Friedrich Lindemann, inventore e astronomo amatoriale inglese.